# Cloud9
Cloud9（简称C9）是一家位于美国加利福尼亚州洛杉矶的电子竞技职业俱乐部。俱乐部成立于2013年，由CEO杰克·艾蒂安（Jack Etienne）收购了前Quantic Gaming英雄联盟分部。Cloud9英雄联盟分部在北美英雄联盟冠军联赛（NA LCS）中取得了巨大成功，后俱乐部开始扩展到其他电子竞技领域。2015年，Cloud9风暴英雄分部赢得了第一届“风暴英雄世界冠军”，成为该比赛的首届冠军。2018年，Cloud9 CSGO分部在ELEAGUE Major波士顿站以2:1击败FaZe Clan，成为第一支也是唯一一支赢得Major的北美俱乐部。
Cloud 9是美国气象服务中的一个术语。在气象服务中，各种不同的云系都有各自的数字代号，如：1号云系、2号云系。而9号云系，即Cloud 9是一种叫做“积雨云”的特定代号。而积雨云的位置最高，因此，Cloud 9就成了“处在世界顶峰”的形象代名词，用来形容一种“情绪高涨”的状态。

## 战队历史
Cloud9起源于Orbit Gaming英雄联盟分部，该俱乐部有数名现任Cloud9俱乐部成员。在2012年11月的Lone Star Clash职业赛之后，Orbit Gaming的成员与仅赞助星际争霸2俱乐部的Quantic Gaming签约。Quantic Gaming是一家电竞团队和媒体公司，由魁北克人西蒙·布德罗（Simon Boudreault）于2010年创立，他在父亲去世后拥有了大量遗产，并决定将所有投资用于电竞。在他赞助期间，一些球员和教练声称他们一直没有收到布德罗提供的薪水。得知Quantic Gaming没有在2013年LCS春季赛夺冠后，布德罗切断了与社会的联系，并很快解散了该公司。尽管欠下了数万美元，但前球员表示他们不再考虑对其采取法律行动。 前TSM经理Jack Etienne在2013年5月以15,000美元的价格买下了这支俱乐部，并成为俱乐部的经理。
2014年7月，Cloud9神之浩劫分部在神之浩劫职业联赛开始之前宣布解散。在2014年5月6日，Cloud9宣布签下了任天堂明星大乱斗DX的选手MangO。Cloud9于2014年8月收购了compLexity Gaming的CSGO分部。在收到Cloud9更高的报价之后，他们在与前俱乐部续约之前离开了compLexity。Cloud9宣布组建LCS分部并公开选拔队员。2014年11月26日，Cloud9通过收购The Agency加入了“Halo”团队，该团队拥有数名经验丰富的队员。2014年12月，Cloud9因担心恶劣的比赛和生活条件而从中国Dota 2I联赛中退赛，后来他们被禁止在下个赛季这样做。2015年2月，拳头公司对C9 Tempest实行了禁赛，原因是他们在比赛中非法使用了大名单外成员。

## 英雄联盟

### 历史

#### 2012年
在休赛期，Quantity Gaming俱乐部破产并暂停了活动，其英雄联盟分部也因此失去了赞助商。在Team NomNom、Cloud9和Nientonsoh竞标时，Hai Lam，Yazuki，Wild Turtle和LemonNation参加了第3赛季NA LCS线下资格赛。然而，Cloud9在小组赛阶段输给了Azure Gaming和未来的LCS队伍Team MRN，在小组赛中被淘汰出局。
Nientonsoh最初表示，由于损失，Cloud9俱乐部将解散。尽管Nientonsoh和Yazuki离开了俱乐部，但俱乐部后来决定保留下来。Hai从打野位转到了中路，并且俱乐部在线上选拔中选出了新的打野和上单。

#### 2013年
4月1日，由Balls、Meteos、Hai、Sneaky和LemonNation组成的Cloud9大名单现已由前COO伯尼·卡塔兰（Bernie Catalan）旗下的Quantic Gaming重新收购。但是，仅在几周后，再次由先前的TSM经理杰克·艾蒂安（Jack Etienne）成为俱乐部的经理和所有者。
5月17日，Cloud9在2013年MLG冬季锦标赛夏季晋级赛的决赛中以2比1的比分击败Velocity Esports俱乐部获得冠军。
在夏季晋级赛资格赛中，Cloud9以5胜0负的成绩获得了LCS夏季赛的一席之地，他们分别击败了Team Astral Poke(2胜0负)和前LCS队伍compLexity(3胜0负)。在赛季中期，Cloud9取得了13连胜，这是LCS历史上第二长的连胜记录。他们总共获得了25场胜利，这是LCS当赛季中最好的战绩，并在夏季赛常规赛中获得了第一名。在整个LCS夏季赛季后赛中，他们一小局未失，分别在半决赛中战胜了Team Dignitas，以及在总决赛中以3:0击败了Team SoloMid。在英雄联盟世界总决赛S3中，Cloud9在第一轮轮空，获得了50000美元的奖金。他们以总共30胜3负的战绩结束了LCS第3赛季和季后赛，这是LCS历史上的最好成绩，胜率达到了91％。
Cloud9在S3世界赛中作为北美冠军首轮轮空，并进入到了四分之一决赛，他们的第一场国际比赛是对阵欧洲1号种子Fnatic。Cloud9以1:2的比分不敌对手，以八强的排名成为北美队伍中最后一个出局的俱乐部。
10月29日，俱乐部宣布教练亚历克斯·（Alex Penn）离职，并任命丹·丁恩（Dan Dinh）作为佩恩的替代人选。
11月24日，Cloud9参加了IEM第8赛季科隆站。他们在第一轮中轮空，直接进入半决赛，但在半决赛中1:2输给了Gambit Gaming。
2013年12月，Cloud9与其他四支NA LCS队伍一起参加了大西洋之战，第二次面对欧洲冠军Fnatic。在中单Hai的统治级表现下，Cloud9在系列赛中2胜0负，从而为北美获得了锦标赛冠军，并为队伍赢得了10000美元的奖金。

#### 2014年
作为LCS第3赛季夏季赛的前五名，Cloud9在1月17日开始的2014年春季赛中获得了一个席位。在第一周落败于Team SoloMid之后，Cloud9最终在第7周击败TSM重新获得了第一名的位置。之后，他们一直保持不败（和之前的13连胜纪录持平），并在春季赛常规赛中以第一名的战绩晋级季后赛。在季后赛中，Cloud9将2-0击败了Team Curse20日的总决赛中以3-0的比分击败TSM，重复了当年2013年夏季赛季后赛的胜利。他们在LCS季后赛的胜利为俱乐部赢得了2014年全明星赛的一席之地。Cloud9的LCS常规赛胜率达到了创纪录的87.5％（49胜7负），包括季后赛达到了（59胜7负）的89.4％。
4月28日，Hai的肺部萎缩，导致他无法参加巴黎的全明星赛。Counter Logic GamingLink代替他登场。在小组赛中，Cloud9击败了OMG、Fnatic和TPA，输给了SK Telecom T1 K，3胜1负排名第二。在半决赛中，Cloud9输给了OMG，最终排名四强。
Cloud9在2013年底和2014年初与Fnatic进行了几次国际大赛，导致两个俱乐部之间产生了摩擦。 Cloud9目前和Fnatic对阵5胜4负，在系列赛中1胜2负，分别在大西洋之战中获胜，同时在IEM和S3世界赛中失利。
作为LCS的卫冕冠军，Cloud9自动获得了5月23日开始的LCS夏季赛的资格。Cloud9暂时以10胜8负的成绩排名第五，面临到了前所未有的竞争压力。但是，在最后10场比赛中，队伍取得了8胜2负，将最终战绩保持在了18胜10负，从而超越了最大竞争对手LMQ。凭借春季赛头名的位置，Cloud9获得了夏季赛季后赛的头号种子席位。Cloud9首轮面对Team Curse，此前Cloud9面对他们3胜1负，最后3-0横扫了Curse晋级决赛，Cloud9希望延续对TSM的13场季后赛连胜纪录。然而，TSM结束了Cloud9的连胜记录并赢得了他们的第二个LCS冠军，创造了历史，而Cloud9在S4世界赛上获得了2号种子的位置。
在世界赛小组赛阶段，由于Balls和Hai的出色发挥，Cloud9成为第一个在世界赛上击败韩国队NaJin Shield的北美俱乐部。
在世界赛后，Cloud9以2比1击败Alliance，并以3比0击败了Unicorns of Love赢得了IEM第九赛季圣何塞站的冠军，这是他们第三次在西方队伍内战中取得冠军。

#### 2015年
在新赛季的LCS中，Cloud9首次在前三场比赛中均失利，最终落到了第十名。但很快，Cloud9战胜了第二名CLG，并且击败了TSM，Gravity以及仅用了27分钟再次战胜CLG，自动晋级半决赛。和上次夏季赛一样，Cloud9表现出色，在选秀中排名第2，并与竞争对手TSM并列。Balls、Meteos和Sneaky在第9周中都入选了最佳阵容。由于Sneaky各项数据均排名榜首，他被认为被一致认为是北美最佳ADC。
在IEM冠军杯卡托维治站上，Cloud9被GE Tigers击败。
Cloud9在LCS春季赛常规赛中以13胜6负的成绩排名第二。在决赛中，Cloud9以0:3不敌对手TSM。这是两队在LCS决赛上的第4次交手。5月，Hai宣布由于慢性手痛退役，他将转型作为首席游戏官。3月8日，Incarnati0n加入俱乐部，代替Hai进入首发名单。赛季中，由于指挥方面的问题，队伍陷入了挣扎，因为过去的指挥是Hai。队伍滑落到了第8名，濒临降级。直到7月，Meteos下台，Hai宣布重新连接。Hai的回归，使Cloud9赢下了几场比赛，上升到了第7名，成功避免降级，但也无缘季后赛。
为了参加S5全球总决赛的冒泡赛资格赛，Cloud9在抢七中击败了Team 8。在冒泡赛上，他们与Gravity Gaming、Team Impulse以及Team Liquid同组。他们以2个3:2击败了Team Gravity和Team Impulse，3:1击败了Team Liquid。从北美第7名到晋级世界赛，Hai的领导对团队表现起到了至关重要的作用。冒泡赛的胜利，使得Cloud9以北美3号种子的身份第三次参加世界赛。
世界赛上，Cloud9被分到了B组，与Fnatic、ahq e-Sports Club以及Invictus Gaming一组。Cloud9在本组最不被看好。然而，在第一周比赛中，Cloud9令人震惊的三战全胜。第二周中，他们只需一场胜利便可晋级淘汰赛。然而他们三战皆负，并且在附加赛上不敌ahq，小组第三被淘汰出局。
在休赛期中，LemonNation退役。Cloud9宣布签约两名新援，打野Rush以及替补辅助Bunny FuFuu，Hai再次转型到辅助位。Cloud9称Hai将会在北美LCS春季赛初登场来指导将在第6赛季替代Hai的Bunny FuFuu。12月，Incarnati0n宣布他将会把ID改回自己的真名Jensen。新的大名单在IEM第十赛季科隆站中首次公布，比赛中他们1:2不敌H2k-Gaming被淘汰出局。

#### 2016年
BunnyFuFuu和Hai在春季赛前2周轮流登场，但由于糟糕的结果只能选择让Hai上场。Cloud9在常规赛中12胜6负排名第三，但在1/4决赛中令人失望地不敌Team SoloMid。在没有达到预期效果后，队伍在春季赛和夏季赛中间将大名单做了些变化，人员为Impact、Meteos、Jensen、Sneaky、Smoothie/Bunny FuFuu，新增Reapered作为教练。Cloud9同样也公布了他们的挑战赛大名单，包括Balls、Rush、Hai、Altec以及LemonNation。
夏季赛初Cloud9让辅助Bunny FuFuu和Smoothie轮流登场，后来Smoothie代替Bunny FuFuu成为首发辅助。1/4决赛中，Cloud9以3:1击败了强大的Team EnVyUs并在半决赛中以3:2击败了Immortals，但在决赛中1:3不敌Team SoloMid。他们在冒泡赛中3:0击败Team EnVyUs，3:1击败Immortals，以3号种子的身份进入2016年英雄联盟全球总决赛。
Cloud9 Challenger在挑战赛表现出色，成功进入LCS第7赛季。之后Rush宣布他将离开Cloud9 Challenger回到韩国，进行直播并且找机会加入韩国战队。
2016年9月20日，Cloud9教练Reapered的推特账户被黑，发布了Cloud9的竞争性摘要，账户登录名，聊天记录以及一些北美LCS队伍成员的联系信息。
在2016年英雄联盟全球总决赛上，Cloud9被分到B组，同组有IMay、SK Telecom T1以及Flash Wolves。首轮比赛中他们2胜1负，第二轮中1胜2负，最终成绩3胜3负，以第2名进入1/4决赛。1/4决赛中Cloud9面对Samsung Galaxy。SSG以3:0横扫Cloud9进入四强。
2016年12月9日，Cloud9宣布将胡安·阿图罗·加尔恰（Juan Arturo Garcia）（ID：Contractz）调至首发打野并且签下金志愿（Jeon Ji-won）（ID：Ray）作为替补上单。休赛期中，Cloud9 Challenger连同队员Balls、LemonNation、Hai以及Altec被密尔沃基雄鹿老板韦斯·埃登斯（Wes Edens）收购，改名为FlyQuest。

#### 2017年
2017年春季赛前4周，Cloud9未尝一败。替代Meteos的菜鸟打野胡安·阿图罗·加尔恰（Juan Arturo Garcia）（ID：Contractz）成为了Cloud9在春季赛前期获胜的重要因素。在第5周，Contractz的替补打野Meteos被交易到Phoenix1，以填补他们打野Inori的空缺。在同一周，他们输给了Team Solomid和Phoenix1，后者使用了前Cloud9打野。队伍以14胜4负的成绩结束常规赛，并在春季赛季后赛中首轮轮空。他们在决赛中打满5局输给了TSM，最终获得了联赛亚军。在季后赛中，拳头宣布了Contractz获得NA LCS春季赛最佳新人，Reapered获得了NA LCS春季赛最佳教练。
夏季赛开始之前，Cloud9签下了上单源（Nguyen）（ID：Westrice）和辅助奥利维尔·拉普安特（Olivier Lapointe）（ID：Winter）。然而，夏季赛开始后，他们的表现并不如以往赛季，最后成绩12胜6负排名第4，位于Team Solomid（第1）、Immortals（第2）、Counter Logic Gaming（第3）之后。季后赛1/4决赛中，他们对阵Team Dignitas，以1:3不敌对手。由于没有足够多的冠军积分晋级世界赛，Cloud9只能参加NA LCS资格赛。
由于Cloud9拥有90个冠军积分排名第3，他们晋级到了挑战赛最后一轮。他们在比赛中面对CLG，3:1击败了对手并以3号种子的身份晋级2017年世界赛。
鉴于这次世界赛制定的新赛制，北美3号种子需要和欧洲、中国大陆、中国港澳台以及其他赛区的胜者进行预选赛来争夺正赛资格。Cloud9和来自巴西的队伍oNe eSports以及大洋洲的队伍Dire Wolves同分在B组。最终他们四战全胜横扫对手晋级淘汰赛。淘汰赛他们将面对北拉丁美洲的Lyon Gaming。他们3:0横扫了对手，以7胜0负的战绩晋级正赛。
在正赛中他们被分在了A组，同组还有三冠王SK Telecom T1，LPL夏季赛冠军Edward Gaming以及港澳台赛区的AHQ e-Sports Club。尽管首轮他们2胜1负，分别战胜了EDG和AHQ，最终他们3胜3负排名SKT之后，小组第2进入淘汰赛。在TSM和Immortals小组赛出局的情况下，Cloud9又一次成为了北美的最后希望。1/4决赛他们抽到了Team WE，最后以2:3惜败，失去了捧起召唤师杯的机会。
2017年11月，Cloud9宣布Licorice、Selfie和Wiggily加入，Contractz和Impact分别前往Golden Guardians和Team Liquid。

#### 2018年
除了引入新上单Licorice外，Cloud9最近还签约了前TSM打野选手Svenskeren。在新援加入后，Cloud9在2018年春季赛的比赛中表现强劲，在赛季的前半段以8胜2负领先。然而，他们在赛季下半段3胜5负，最终以11胜7负的成绩排名第5位，Cloud9在与Team Liquid的决胜局比赛中输掉了第三名的位置，但在与新队伍Clutch Gaming的决胜局比赛中获得了胜利，排名第5。在季后赛1/4决赛中，Cloud9又一次遇见了Team Liquid并且0:3不敌对手。尽管成绩不尽如人意，他们的新人上单
Licorice表现出色，获得了赛季最佳新人的奖项。
夏季赛前，Cloud9老板杰克·艾蒂安（Jack Etienne）和教练Reapered作出了一个令人震惊的决定，他们称由于积极性问题，将中单Jensen、下路Sneaky以及辅助Smoothie下放到替补。因此，他们征召了来自青训队的成员：中单Goldenglue、下路Keith以及辅助Zeyzal。粉丝们对此持悲观态度，认为他们这是不尊重这些全明星选手。在夏季赛开始时，队伍的糟糕战绩加重了粉丝的不满与愤怒。由于人员改变，队伍在第5周后以3胜7负的战绩排名末尾。然而，在常规赛下半段Jensen和Sneaky重回首发，Blaber替换了首发打野Svenskeren后，他们以8胜0负的成绩证明了改变有所成效。他们最终11胜7负，在卫冕冠军Team Liquid的统治下排名第二位。
常规赛第2名的成绩，使他们报送半决赛，半决赛中他们将会对阵老对手Team SoloMid。系列赛非常激烈，前三局结束时他们以1:2暂时落后，在第四局Cloud9用Svenskeren和Goldenglue替换下Blaber和Jensen。最终他们战胜了TSM晋级在奥克兰举办的2018年夏季赛决赛，他们将会面对战胜了100 Thieves的Team Liquid。决赛中，他们再一次被Team Liquid横扫，0:3不敌对手。由于没有足够多的积分作为2号种子，Cloud9将参加2018年世界赛冒泡赛最后一轮来选出世界赛3号种子。他们将面对TSM。两支队伍在建队以来从未缺席过世界赛，此次交手必将打破一支队伍的记录。Cloud9以3:0横扫TSM成功晋级世界赛。菜鸟打野Blaber获得了赛季最佳新人；Reapered获得了他的第2个最佳教练奖项。
作为3号种子，他们需要参加世界赛预选赛。他们在小组中4胜0负，横扫了日本队伍DentonatioNFocusMe和巴西队伍KaBuM!。对阵俄罗斯队伍Gambit Esports是一场硬仗，最后他们鏖战五局，以3:2战胜对手。
在正赛中，Cloud9被分在了号称“死亡之组”的B组，同组还有两届最受欢迎队伍Team Vitality，Royal Never Give Up以及Gen.G。尽管看似小组最弱的队伍，Cloud9不负众望地以4胜3负的成绩排名第2，晋级1/4决赛。
1/4决赛中，Cloud9将面对Afreeca Freecs，这是世界赛中最臭名昭著的一场比赛，Cloud9直落三局战胜了对手，成为了自S1以来第一支进入到半决赛的北美队伍。半决赛中Cloud9将面对Fnatic，这被称为“西方内战”，最终他们0:3失利。
11月12日，Cloud9在Esports Awards中获得了“年度最佳电竞战队”奖项。

## 反恐精英

### 历史
Cloud9在2014年8月1日通过收购北美战队compLexity Gaming的名额参加了CS：GO职业比赛。据报道，compLexity的队员们在续约之前收到了Cloud9更高的报价，所以才离开了战队。Cloud9在2014年ESL One科隆站首次亮相，他们在D组小组赛中2战全胜，但在1/4决赛中输给了瑞典队伍，当届冠军Ninjas in Pyjamas。11月26日，肖恩·盖尔斯（Sean Gares）（ID：sgares）代替了斯潘塞·马丁（Spencer Martin）（ID：Hiko）的队长位置。12月14日，Hiko离队，沙泽布·汗（Shahzeb Khan）（ID：ShahZaM）加入。
2015年4月24日，Cloud9宣布ShahZam和科里·弗里森（Kory Friesen）（ID：Semphis）成为自由人离队。5天之后，前iBUYPOWER队员，瑞安·阿巴迪尔（Ryan Abadir）（ID：fREAKAZOiD）和泰勒·莱瑟姆（Tyler Latham）（ID：Skadoodle）加入，分析师布拉克斯顿·皮尔斯（Braxton Pierce）（ID：swag）加入，sgares于11月24日辞职。
Cloud9在2016年MLG哥伦布站小组赛上输给了Natus Vincere和G2 Esports，排名13-16。赛后4月12日，fREAKAZOiD宣布离队。Team Liquid队员埃里克·霍格（Eric Hoag）（ID：adreN）临时替代他上场，直到Cloud9在4月23日宣布签下亚历克·怀特（Alec White）（ID：Slemmy）作为正式替代选手。7月26日，经理特雷斯·萨兰楚斯（Tres Saranthus）（ID：stunna）离队。8月17日，Cloud9宣布用蒂莫西·塔（Timothy Ta）（ID：autimatic）代替Slemmy。10月30日，在巴西圣保罗举办的ESL Pro League第4赛季决赛中，Cloud9在对阵SK Gaming的BO3比赛中2:1战胜了对手。
2017年8月15日，迈克尔·格里齐克（Michael Grzesiek）（ID：shroud）和乔丹·吉尔伯特（Jordan Gilbert）（ID：n0thing）离队，shroud宣布称他将转型作为全职主播。
2018年1月28日，Cloud9在2018年ELEAGUE Major波士顿站以2:1击败了FaZe Clan，成为了北美第一家获得此冠军的俱乐部。3月31日，Cloud9的主力狙击手泰勒·莱瑟姆（Tyler Latham）（ID：Skadoodle）在推特宣布自己将暂时离开职业比赛进行休息。同一日，（Jacky Yip）（ID：Stewie2K）令人惊讶地中止了他和Cloud9的多年合约，加入了SK Gaming，尽管他只在SK Gaming待了很短时间就加入了Team Liquid。4月18日，shroud宣布退役并离开Cloud9。
2019年12月6日，Cloud9宣布蒂莫西·塔（Timothy Ta）（ID：autimatic）、达米安·斯蒂尔（Damian Steele）（ID：daps）以及肯尼思·孙（Kenneth Suen）（ID：koosta）成为自由人，他们的合同被Gen.G Esports买断。1个月后，即2020年1月6日，Cloud9买下了南非战队ATK的CS：GO分部。
2022年4月24日，cloud9收購Gambit Esport（Players）

## 虚荣
2016年9月1日，Cloud9收购了Team Nemesis的Nemesis Hydra，进军手游电竞领域。Nemesis Hydra是虚荣的第一支战队，成立于2015年3月。在短短几年中，他们3次进入巡回赛，在每一届现场锦标赛中都至少进入了半决赛。尽管从未获得过冠军，他们在2016年“Evil 8”巡回赛夏季赛中达到了14连胜。
在虚荣现场锦标赛夏季赛中，以蓝白为代表的Cloud9首轮击败了Phoenix Reign，第二轮不敌Team SoloMid，败者组中不敌Phoenix Reign，错过了他们历史上的第一次锦标赛。Cloud9没有进入2016年虚荣世界总决赛。在伦敦举办的首届虚荣联合冠军赛中，Cloud9在半决赛战胜了Team SoloMid，决赛中战胜了Gankstars in Finals获得冠军。在2017年洛杉矶举办的虚荣联合冠军赛夏季赛中，Cloud9在决赛中击败了Immortals再次获得冠军。在2017年世界总决赛上，Cloud9输给了Immortals的前身Tribe Gaming，止步半决赛。
2018年2月5日，Cloud9解散了虚荣分部。

## 炉石传说
随着对DogeHouse的收购，Cloud9于2014年中期进军炉石传说。

## 任天堂明星大乱斗
2014年5月，在签下Mang0后，Cloud9进军任天堂明星大乱斗。2016年，队伍通过签约大乱斗4的Ally以及作为Mang0的个人教练Tafokints来扩张大乱斗分部。2018年3月31日，Tafokints宣布离队并加入Counter Logic Gaming作为业务发展经理。2018年4月4日，Ally宣布离队。

## 守望先锋
2017年8月10日，Cloud9宣布将代表伦敦组建守望先锋队伍参加守望先锋联赛。2017年11月1日，Cloud9守望先锋分部取名为“伦敦喷火战斗机”。2018年2月15日，他们在守望先锋挑战者系列赛欧洲赛区的队伍取名为“不列颠飓风”。

## 火箭联盟

### RLCS第6赛季

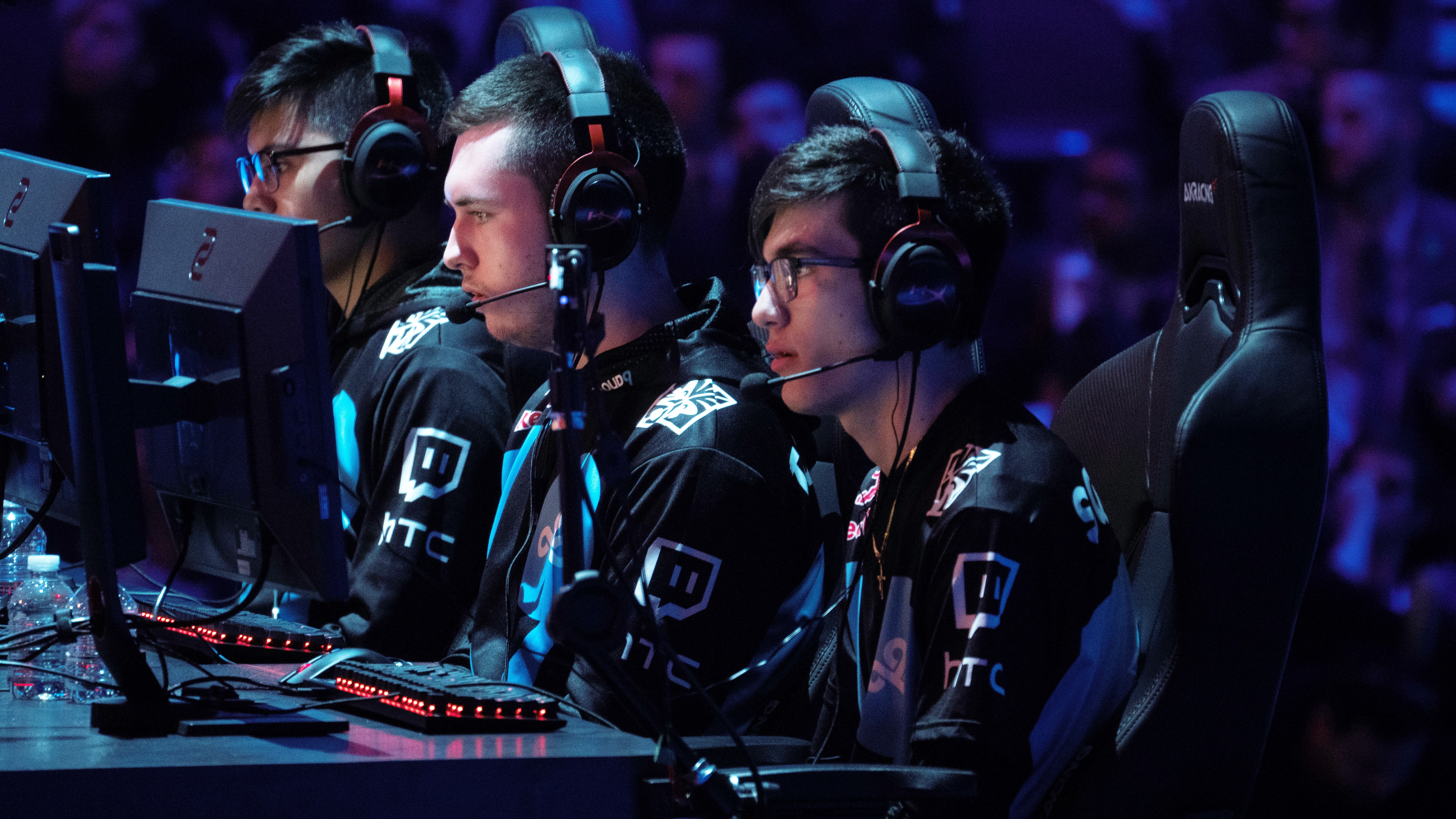
SquishyMuffinz、Gimmick和Torment在获得RLCS第6赛季冠军时对阵Dignitas的比赛中

在第6赛季，Cloud9获得了RLCS世界冠军，结束了欧洲队伍长达4个赛季的统治。在加时赛2-1取胜后，Cloud9在后两场比赛中以9-0反超了Dignitas。Dignitas随后在第4局中4-0将Cloud9拒之门外。Cloud9随后以2-0击败Dignitas以4:1赢得了两个系列赛中的第一个。Cloud9在第二个系列赛开始时凭借Squishy和Gimmick进行的两次传球和Torment在58秒时的进球再次以1-0领先。Dignitas以2-0的比分赢得第二局，1:1扳平比分。在4-1获胜后，Cloud9以2:1取得领先。在第4场比赛中，Gimmick在比赛剩下1分20秒时进球得分，以3-1获胜，并在系列赛中3:1领先。第5场比赛进行到平局，两队的防守表现都很不错，似乎没人能够得分，第5场比赛进入了加时赛。比赛还剩下1分29秒的时候，Torment进球了，似乎锁定了胜局，但是7秒钟后，ViolentPanda进球，2-2扳平比分。两支球队都回到了同一起跑线。在最后的1分22秒中，Cloud9以2-1，总比分5-3赢得了第5局比赛，并以4:1赢得了第二局系列赛。

## 绝地求生

### 绝地求生手游
2018年11月20日，Cloud9在推特上宣布他们将签下北美绝地求生手游明星挑战赛的冠军，原北美地区明星挑战赛的Team Gates Mobile战队选手。队伍将在12月1日明星挑战赛后解散，因为Cloud9称队伍只能在明星挑战赛期间参赛。

## 现役名单
| Apex英雄 | Apex英雄          | Apex英雄    | Apex英雄 |
| 国籍     | 姓名              | ID          | 位置     |
| -------- | ----------------- | ----------- | -------- |
| 美国     | Jamison Moore     | PVPX        | –        |
| 美国     | Gregory McAllen   | Grego       | –        |
| 美国     | Joseph Sanchez    | Frexs       | –        |
| 美国     | Justin Andrews    | Chappie     | –        |
| 美国     | Timothy Liang     | Overpowered | –        |
| 巴西     | Gabriel Ceregatto | isnoul      | –        |
| 巴西     | Nino Pavolini     | ninexT      | –        |
| 巴西     | Vinicius Mancinni | noted       | –        |

| 反恐精英2  | 反恐精英2         | 反恐精英2          | 反恐精英2 | 反恐精英2  |
| 国籍       | 姓名              | ID                 | 位置      | 入队日期   |
| ---------- | ----------------- | ------------------ | --------- | ---------- |
| 以色列     | Nikita Martynenko | HeavyGod           |           | 2024-07-11 |
| 俄罗斯     | Kirill Mikhailov  | Boombl4            |           | 2023-11-2  |
| 俄罗斯     | Timofey Yakushin  | Interz             |           | 2024-07-11 |
| 俄罗斯     | Sergey Rykhtorov  | Ax1Le              |           | 2022-04-24 |
| 哈萨克斯坦 | Кайсар Файзнуров  | ICY                |           | 2024-07-11 |
| 俄罗斯     | groove            | Konstantin Pikiner | 主教练    | 2022-04-24 |

| 知名前反恐精英：全球攻势选手 | 知名前反恐精英：全球攻势选手 | 知名前反恐精英：全球攻势选手 | 知名前反恐精英：全球攻势选手 | 知名前反恐精英：全球攻势选手 | 知名前反恐精英：全球攻势选手 | 知名前反恐精英：全球攻势选手 |
| 国籍                         | 姓名                         | ID                           | 位置                         | 入队日期                     | 离队日期                     |                              |
| ---------------------------- | ---------------------------- | ---------------------------- | ---------------------------- | ---------------------------- | ---------------------------- | ---------------------------- |
| 美国                         | Spencer Martin               | Hiko                         | 突击手/阴人位                | 2014-08-01                   | 2014-12-01                   |                              |
| 美国                         | Ryan Abadir                  | fREAKAZOiD                   | 突击手                       | 2015-04-29                   | 2016-05-19                   |                              |
| 美国                         | Alec White                   | Slemmy                       | 队长                         | 2016-04-23                   | 2016-08-17                   |                              |
| 加拿大                       | Michael Grzesiek             | Shroud                       | 突击手                       | 2014-08-01                   | 2017-08-15                   |                              |
| 美国                         | Jake Yip                     | Stewie2k                     | 突击手/狙击手                | 2016-01-11                   | 2017-03-30                   |                              |
| 美国                         | Jordan Gilbert               | n0thing                      | 突击手/阴人位                | 2014-08-01                   | 2017-05-07                   |                              |
| 美国                         | Tarik Celik                  | tarik                        | 突击手/破点位                | 2017-08-15                   | 2018-07-12                   |                              |
| 美国                         | Tyler Latham                 | Skadoodle                    | 狙击手                       | 2015-04-29                   | 2018-10-16                   |                              |
| 法國                         | Fabien Fiey                  | kioShiMa                     | 突击手                       | 2018-11-17                   | 2019-03-31                   |                              |
| 丹麦                         | René Borg                    | cajunb                       | 突击手                       | 2019-04-02                   | 2019-07-02                   |                              |
| 美国                         | Timothy Ta                   | autimatic                    | 阴人位                       | 2016-08-17                   | 2019-12-06                   |                              |
| 美国                         | Kenneth Suen                 | koosta                       | 突击手/狙击手                | 2019-07-02                   | 2019-12-06                   |                              |
| 加拿大                       | Damian Steele                | daps                         | 队长/破点位                  | 2019-07-02                   | 2019-12-06                   |                              |
|                              | Chris Tebbit                 | Elmapuddy                    | 助理教练                     | 2019-09-20                   | 2019-12-06                   |                              |
| 加拿大                       | Yassine Taoufik              | Subroza                      | 突击手(代理)                 | 2019-10-20                   | 2019-12-21                   |                              |

| 堡垒之夜 | 堡垒之夜                        | 堡垒之夜  | 堡垒之夜 | 堡垒之夜   |
| 国籍     | 姓名                            | ID        | 位置     | 入队日期   |
| -------- | ------------------------------- | --------- | -------- | ---------- |
| 美国     | Skylar Babinski                 | Snow      | 北美     | 2019-07-03 |
| 巴西     | Nicollas Polonio de Oliveira    | Nicks     | 南美     | 2019-07-03 |
| 巴西     | Patrick Garcia da Silva         | BlackoutZ | 南美     | 2019-07-03 |
| 巴西     | Igor Fernandes Theophilo Amorim | drakoNz   | 南美     | 2019-07-03 |
| 巴西     | Pedro Figueiredo Sé de Freitas  | pfzin     | 南美     | 2019-07-18 |

| 炉石传说 | 炉石传说        | 炉石传说 | 炉石传说 |
| 国籍     | 姓名            | ID       | 位置     |
| -------- | --------------- | -------- | -------- |
| 乌克兰   | Aleksandr Malsh | Kolento  | –        |
|          | Baek Sang-hyeon | DDaHyoNi | –        |
|          | Cho Hyun-soo    | Flurry   | –        |
|          | Kim Jin-hyo     | LookSam  | –        |
|          | Jang Hyun-jae   | DawN     | –        |

| 英雄联盟 | 英雄联盟           | 英雄联盟  | 英雄联盟 |
| 国籍     | 姓名               | ID        | 位置     |
| -------- | ------------------ | --------- | -------- |
| 加拿大   | Eric Ritchie       | Licorice  | 上单     |
| 美国     | Robert Huang       | Blaber    | 打野     |
| 比利时   | Yasin Dinçer       | Nisqy     | 中单     |
| 丹麦     | Jesper Svenningsen | Zven      | ADC      |
| 加拿大   | Philippe Laflamme  | Vulcan    | 辅助     |
|          | Bok Han-gyu        | Reapered  | 教练     |
|          | Kim Yeu-jin        | Reignover | 教练     |
|          | Jung Min-sung      | RapidStar | 助理教练 |

| 守望先锋 (伦敦喷火战斗机) | 守望先锋 (伦敦喷火战斗机) | 守望先锋 (伦敦喷火战斗机) | 守望先锋 (伦敦喷火战斗机) |
| 国籍                      | 姓名                      | ID                        | 位置                      |
| ------------------------- | ------------------------- | ------------------------- | ------------------------- |
|                           | Kim Ji-hyeok              | birdring                  | 主输出                    |
|                           | Park Jun-young            | Profit                    | 辅输出                    |
|                           | Lee Hee-dong              | Guard                     | 辅输出                    |
|                           | Hong Jae-hui              | Gesture                   | 主肉盾                    |
|                           | Kim Jun-ho                | Fury                      | 辅肉盾                    |
|                           | Kim Jong-seok             | NUS                       | 主辅助                    |
|                           | Song Ji-hoon              | Quatermain                | 辅辅助                    |
|                           | Choi Seung-tae            | Bdosin                    | 辅辅助                    |
|                           | Jeong Yung-hoon           | Krillin                   | 辅辅助                    |
|                           | Kim Kwang-bok             | Coach815                  | 教练                      |
|                           | Kim Jeong-min             | Jfeel                     | 助理教练                  |
|                           | Hong Cheol-yong           | Agape                     | 助理教练                  |

| 绝地求生 | 绝地求生           | 绝地求生 | 绝地求生 |
| 国籍     | 姓名               | ID       | 位置     |
| -------- | ------------------ | -------- | -------- |
| 加拿大   | Thierry Kaltenback | Kaymind  | –        |
| 美国     | Benjamin Wheeler   | Nerf     | –        |
| 菲律賓   | Magno Ramos        | Pr0phie  | –        |
| 美国     | Hunter Winn        | hwinn    | –        |

| 火箭联盟 | 火箭联盟       | 火箭联盟       | 火箭联盟 |
| 国籍     | 姓名           | ID             | 位置     |
| -------- | -------------- | -------------- | -------- |
| 美国     | Kyle Storer    | Torment        | –        |
| 美国     | Jesus Parra    | Gimmick        | –        |
| 加拿大   | Mariano Arruda | SquishyMuffinz | –        |

| 终结者2：审判日 | 终结者2：审判日 | 终结者2：审判日 | 终结者2：审判日 |
| 国籍            | 姓名            | ID              | 位置            |
| --------------- | --------------- | --------------- | --------------- |
| 美国            | Alex Yee        | Ayee            | –               |
| 英国            | Eli Barnes      | Seth            | –               |

| 主播   | 主播           | 主播        | 主播 |
| 国籍   | 姓名           | ID          | 位置 |
| ------ | -------------- | ----------- | ---- |
| 美国   | Michael Kurylo | Bunny FuFuu | –    |
| 荷蘭   | WehSing Yuen   | SingSing    | –    |
| 瑞典   | Sebastian Fors | Forsen      | –    |
| 丹麦   | Jon Andersen   | BabyKnight  | –    |
| 美国   | Becca Rukavina | Aspen       | –    |
| 美国   | Joseph Winkler | Keeoh       | –    |
|        | Kang Hyung-woo | Cpt Jack    | –    |
| 英国   | Emma Rankin    | EmZ         | –    |
| 加拿大 | Tyson Ngo      | TenZ        | –    |

| 任天堂明星大乱斗 | 任天堂明星大乱斗 | 任天堂明星大乱斗 | 任天堂明星大乱斗   |
| 国籍             | 姓名             | ID               | 位置               |
| ---------------- | ---------------- | ---------------- | ------------------ |
| 美国             | Joseph Marquez   | Mang0            | 任天堂明星大乱斗DX |

| 彩虹六号：围攻 | 彩虹六号：围攻 | 彩虹六号：围攻 | 彩虹六号：围攻 | 彩虹六号：围攻 |
| 国籍           | 姓名           | ID             | 位置           | 入队日期       |
| -------------- | -------------- | -------------- | -------------- | -------------- |
|                | Kim Sung-su    | EnvyTaylor     | 队长/自由人    | 2019-04-05     |
|                | Kwon Yu-geun   | h3dy           | 辅助           | 2019-04-05     |
|                | Lee Si-hun     | Nova           | 辅助           | 2019-04-05     |
|                | Han Chan-yong  | SweetBlack     | 自由人         | 2019-04-05     |
|                | Hyun Park      | OCN            | 教练           | 2019-04-05     |

|        | Lee In-yup        | Neilyo     | 自由人    | 2019-04-05 | 2019-12-20 |
|        | Seewoong Heo      | CATsang    | 替补/辅助 | 2019-07-23 | 2019-12-20 |
|        | Kim In-yeong      | SummerRain | 教练      | 2019-04-05 | 2019-10-20 |
| 加拿大 | Davide Bucci      | FoxA       | 突击手    | 2018-06-18 | 2019-01-07 |
| 美国   | Lauren Williams   | Goddess    | 队长      | 2018-06-18 | 2019-01-07 |
| 美国   | Gabriel Mirelez   | LaXing     | 突击手    | 2018-06-18 | 2019-01-07 |
| 美国   | Mark Arismendez   | Mark       | 辅助      | 2018-07-24 | 2019-01-07 |
| 美国   | Alexander Lloyd   | Retro      | 辅助      | 2018-06-18 | 2019-01-07 |
| 美国   | Brandon Escamilla | Shlongii   | 辅助      | 2018-06-18 | 2018-07-24 |
| 美国   | Anthony Ybarra    | Viirus     | 教练      | 2018-08-16 | 2019-01-07 |
| 美国   | Thomas Linden     | Robn       | 分析师    | 2018-06-18 | 2019-01-07 |

| 魔兽世界 | 魔兽世界          | 魔兽世界   | 魔兽世界 |
| 国籍     | 姓名              | ID         | 位置     |
| -------- | ----------------- | ---------- | -------- |
| 加拿大   | Cameron MacDonald | Kubzy      | –        |
| 美国     | Marcel Rodriguez  | Wealthyman | –        |
| 加拿大   | Kelvin Nguyen     | Snutz      | –        |
|          | Adam Chan         | Chanimal   | –        |

## 管理层
| 国籍     | 名字                   | ID       | 角色                       |
| -------- | ---------------------- | -------- | -------------------------- |
| 美国     | Jack Etienne           | Jack     | 持有人/创建者              |
| 美国     | Dan Fiden              | Dan      | 主席                       |
| 美国     | Paullie Etienne        | Paullie  | 首席运营官                 |
| 美国     | Jordan Udko            | Jordan   | 销售与合作伙伴             |
| 美国     | Donald Boyce           | Don      | 合作伙伴                   |
| 美国     | Gregory Fraser         | Greg     | 合作伙伴                   |
| 美国     | Ara Messerlian         | Ara      | 经理，营销伙伴             |
| 美国     | Mae Gabbert            | Mae      | 运营经理                   |
| 美国     | Cory Heimbecker        | Cory     | 图形制作                   |
| 瑞典     | Calle Danielsson       | Calle    | 视频制作                   |
| 美国     | Cassidy Sanders        | Cassidy  | 视频制作                   |
| 美国     | Camille Dunn           | Camille  | 品牌内容                   |
| 美国     | Maddisen Soer          | Maddie   | 摄像师                     |
| 美国     | Karen Busenlehner      | Karen    | 经验协调员                 |
| 美国     | Emily Gonzalez-Holland | Emily    | 社区经理                   |
| 巴西     | Mateus Portilho        | Portilho | 社交媒体经理               |
| 美国     | Gaylen Malone          | Gaylen   | 总经理（英雄联盟）         |
| 美国     | Jonathan Tran          | Jonathan | 总经理                     |
| 美国     | Vincent Lewis          | Vincent  | 副经理（英雄联盟）         |
| 大韩民国 | Lee Seung-hwan         | Robin    | 总经理（伦敦喷火战斗机）   |
| 英国     | Tom Stewart            | Stylosa  | 英国顾问（伦敦喷火战斗机） |
| 德国     | Ysabel Müller          | Noukky   | 经理（不列颠飓风）         |
| 美国     | Tiffany Chiu           | Tifa     | 经理                       |
| 美国     | Kurtis Lloyd           | Kala     | 经理                       |
| 美国     | Krissi Waters          | Krissi   | 经理                       |